# Programa Internacional para el Desarrollo de la Comunicación
El Programa Internacional para el Desarrollo de la Comunicación o PIDC  (en inglés: International Programme for the Development of Communication) es un programa de desarrollo gestionado por la UNESCO, que fue implementado en 1980 con el objetivo de apoyar y reforzar la labor de los medios de comunicación de masas de los países en desarrollo. Asimismo, cabe destacar que este es el único programa de carácter intergubernamental de las Naciones Unidas dedicado a la promoción de los medios de comunicación de masas de países en desarrollo (a través de la financiación aportada voluntariamente por los países miembros de la organización).

## Estructura
La meta de este programa consiste en la mejora de los medios técnicos y humanos en el área de medios de comunicación de masas, el desarrollo de medios comunitarios y la modernización de las agencias y organizaciones de radiodifusión de nuevo cuño. La gestión del programa es responsabilidad del Consejo Intergubernamental de la UNESCO, integrado por 39 de los Estados miembros de la organización; sus reuniones tienen lugar cada dos años. La Conferencia General  se encarga de la elección de los miembros del Consejo, labor que desempeña de forma conjunta con un comité integrado por 8 Estados miembros de la UNESCO, los cuales son designados por el Consejo. Este comité celebra una reunión anual para evaluar el trabajo y aprobar la financiación de los proyectos del programa.